# Bistum Albenga-Imperia
Das Bistum Albenga-Imperia (lat.: Dioecesis Albinganensis-Imperiae, ital.: Diocesi di Albenga-Imperia) ist eine in Italien gelegene römisch-katholische Diözese mit Sitz in Albenga (Ligurien). Sie erstreckt sich über den westlichen Teil der Provinz Savona und den östlichen Teil der Provinz Imperia.

## Geschichte
Das Bistum Albenga-Imperia wurde im 5. Jahrhundert als Bistum Albenga errichtet und dem Erzbistum Mailand als Suffraganbistum unterstellt. Im Jahre 1159 wurde das Bistum Albenga dem Erzbistum Genua als Suffraganbistum unterstellt. Am 1. Dezember 1973 wurde das Bistum Albenga in Bistum Albenga-Imperia umbenannt.
Dem einstmaligen Bischof von Albenga Imperia, Mario Oliveri, wurde vorgeworfen, einen wegen sexuellen Missbrauchs einer Messdienerin zu sieben Jahren und acht Monaten Haft verurteilten Priester nachdrücklich verteidigt zu haben. Am 2. September 2016 nahm Papst Franziskus Oliveris Rücktrittsgesuch an.